# Warcraft III: Frozen Throne
Warcraft III: The Frozen Throne  Là một tựa game 3D, theo phong cách chiến thuật thời gian thực do Blizzard Entertainment phát triển trên các hệ điều hành Microsoft Windows, Mac OS. Đây là gói mở rộng chính thức của Warcraft III: Reign of Chaos,. Game chính thức bán khắp thế giới với nhiều gói ngôn ngữ bắt đầu từ 1/7/2003. Phần mở rộng được cải tiến thêm nhiều đơn vị mới cho mỗi chủng tộc, thêm hai chủng tộc mới, bốn chiến dịch, và năm anh hùng trung lập (một anh hùng trung lập thêm được thêm vào tháng 4 năm 2004 và hai người khác thêm trong tháng 8 năm 2004),
Bản mở rộng bổ sung thêm các đơn vị, tòa nhà và anh hùng mới cho mỗi phe, hai chủng tộc phụ trợ mới, năm anh hùng trung lập (với ba bản bổ sung sau được thêm vào) cũng như một số điều chỉnh về lối chơi và cân bằng. Các đơn vị biển được giới thiệu lại mà không có trong Reign of Chaos. Phần chơi mạng do Battle.net hỗ trợ đã được mở rộng bằng cách bổ sung các gia tộc, giải đấu tự động và bản đồ mới và các kịch bản tùy chỉnh.
Việc phát triển trò chơi bắt đầu vào tháng 10 năm 2002, ngay sau khi phát hành trò chơi chính và bản mở rộng được công bố vào ngày 22 tháng 1 năm 2003. Các thử nghiệm beta công khai cho phép 20.000 người chơi trong hai đợt thử các tính năng mới. Hỗ trợ tiếp tục ngay cả sau khi phát hành, với Blizzard thêm nội dung mới và cân bằng các thay đổi cũng như hỗ trợ cho phần cứng mới hơn.
Frozen Throne nhận được đánh giá chung tích cực từ các nhà phê bình. Hầu hết các nhà phê bình đều ca ngợi thiết kế nhiệm vụ của chiến dịch chơi đơn vì đã đi chệch hướng tích cực so với công thức trò chơi chiến lược thời gian thực tiêu chuẩn. Thiết kế và âm thanh của các đơn vị mới thường được coi là phù hợp, mặc dù một số nhà phê bình phàn nàn về đồ họa và một số diễn xuất bằng giọng nói. Đến ngày 15 tháng 8 năm 2003, nó đã bán được hơn một triệu bản.

## Nội dung
Warcraft III: The Frozen Throne xoay quanh những trận chiến giữa 4 chủng tộc chiến binh: chủng tộc Loài người (Human); chủng tộc tiên (Night elf/elves); chủng tộc Người quái (Orc); chủng tộc Xác sống (Undead).
Giống như trong Warcraft III: Reign of Chaos, màn chơi đơn của The Frozen Throne đi theo mỗi chủng tộc chính trong một hành trình dài. Trong game này, những chủng tộc đó là: Night elves (Maiev Shadowsong truy đuổi theo Illidan Stormrage đã được giải thoát), Human (Blood Elves tham gia chiến đấu ở Lordaeron sau khi nơi này bị phá hủy bởi quân Scourge và Burning Legion) và Undead (theo hành trình của Arthas trở về Lordaeron từ Kalimdor rồi tiếp tục đi đến Northrend do sự triệu hồi của Lich King). Chiến dịch của loài Orc thì tách riêng so với của 3 chủng tộc còn lại và trở thành câu chuyện độc lập, đóng nhiều vai trò hơn trong cơ cấu của game chiến thuật thời gian thực. Chiến dịch được ghi chép vào những ngày đầu New Horde được thành lập ở Kalimdor.
Ở chiến dịch đầu đi theo Night Elf, Maiev Shadowsong (nữ cai ngục của Illidan Stormrage) trong lúc lần theo dấu vết của Illidan đã phát hiện chủng tộc Naga (có thân hình nửa người nửa rắn), đang muốn chiếm lại thế giới mặt đất từ tay chủng tộc Night Elf. Maiev và lực lượng của mình đuổi theo Illidan đến Broken Isles (được Gul'dan nâng lên từ dưới đáy biển trong Warcraft II: Tides of Darkness), khi đến nơi Maiev xây dựng một căn cứ trên Broken Isles sau đó cô và các lính canh tiếp tục đuổi theo Illidan vào trong Tomb of Sargeras (hầm mộ của Sargeras). Illidan được sự trợ giúp của loài Naga (được Lady Vashj tiết lộ với Maiev rằng họ vốn là những người Highborne của chủng tộc Night Elf bị biến đổi sau khi Well Eternity phát nổ) đã lấy được một thứ gọi là Eye of Sargeras (con mắt của Sargeras) và hắn thực hiện một phép thuật làm sụp đổ hầm mộ nhằm chôn sống Maiev và lính canh của cô. Nhờ khả năng của mình Maiev thoát ra được khỏi hầm mộ nhưng những người đi cùng cô thì không may mắn như thế, Illidan điều quân truy đuổi Maiev đến cùng và ngay lập tức cô gửi người đến cầu viện với Malfurion Stormrage và Tyrande Whisperwind để bắt Illidan, Malfurion và Tyrande dẫn quân đến trợ giúp Maiev và tiêu diệt được căn cứ Naga của Illidan nhưng hắn đã kịp trốn thoát đến Lordaeron cùng với bảo vật Eye of Sargeras. Theo dấu Illidan đến Lordaeron, Maiev và Tyrande gặp một nhóm Blood Elves do hoàng tử Kael'thas Sunstrider chỉ huy đang dẫn một đoàn xe trở về Dalaran, họ giúp nhóm Blood Elves bảo vệ đoàn xe khỏi bọn Undead, Tyrande bị rơi xuống một con sông và bị cuốn đi khi giúp nhóm Blood Elves bọc hậu cản đường lũ Undead. Maiev nói với Malfurion rằng mình nhìn thấy Tyrande đã bị "xé xác" bởi bọn Undead khiến Malfurion tức giận và quyết tâm tiêu diệt Illidan. Cuối cùng khi họ bắt được và chuẩn bị hành hình Illidan, hắn giải thích rằng hắn đang có kế hoạch sử dụng Eye of Sargeras để tiêu diệt Lich King (thủ lĩnh của bọn Undead), Malfurion nói rằng vì việc đuổi theo hắn mà Tyrande đã chết tuy nhiên Kael'thas nói rằng anh nhìn thấy Tyrande rơi xuống sông, Malfurion nhận ra Maiev đã nói dối vì thế đã dùng phép thuật giữ chân Maiev lại rồi cùng Illidan đi tìm Tyrande. Lính do thám Naga của Illidan phát hiện Tyrande vẫn còn sống và đang ở trên một cù lao bị bao vây bởi bọn Undead, chỉ có Illidan và đám Naga mới tiếp cận được (bằng đường nước). Vì cứu được Tyrande nên Malfurion tha thứ cho Illidan vì những hành động nguy hiểm mà hắn đã làm với thế giới bằng Eye of Sargeras, nhưng cũng nhắc rằng hắn còn đang bị lưu đày. Illidan mở cổng dịch chuyển và chạy trốn đến Outland (điều này chỉ biết được sau phân cảnh Blood Elves gặp Illidan tại Outland nơi mà hắn nói làm thể nào mà đến thế giới này). Maiev và một số chiến binh đuổi theo sau hắn qua cánh cổng.
Chiến dịch thứ hai đi theo Human (Blood Elves) (nhóm sống sót của loài High Elves sau khi xứ Quel'Thalas sụp đổ, do món nợ máu với Arthas và quân Undead nên đổi tên thành Blood Elves), được lãnh đạo bởi hoàng tử Kael'thas Sunstrider. Họ được giao nhiệm vụ sửa những đài quan sát và bảo vệ chúng theo lệnh của một chỉ huy loài người tên là Othmar Garithos (vốn hay phân biệt đối xử với những chủng tộc không phải là con người). Sau đó hắn phát hiện Kael'thas đã giao thiệp và được giúp đỡ bởi loài Naga nên đã bỏ tù Kael'thas và nhóm Blood Elves vì điều này. Lady Vashj, thủ lĩnh của loài Naga, đột nhập nhà tù cứu Kael'thas và những người Blood Elves rồi dẫn tất cả đến Outland. Khi đến nơi Lady Vashj và Kael'thas cứu thoát Illidan khỏi tay Maiev Shadowsong (Maiev dẫn theo một số chiến binh đuổi theo Illidan ở cảnh cuối chiến dịch Night elves), tại căn cứ mới của mình, Illidan hé lộ với Vashj và Kael'thas lý do hắn chạy trốn đến Outland này là do hắn thất bại trong nhiệm vụ tiêu diệt Lich King mà Kil'jaeden The Deceiver (Kẻ Lừa Gạt) giao cho hắn, Illidan dự định quét sạch lũ quái vật do 1 pit lord tên là Magtheridon cầm đầu ở đây (vốn là tay chân của Legion) và xây dựng nơi này thành một căn cứ vững chắc để chống lại Kil'jaeden, Kael'thas và những người Blood Elves tham gia vào lực lượng của Illidan chinh phục Outland vì được hắn hứa sẽ ban cho họ nhiều ma thuật để thỏa mãn cơn nghiện ma thuật của mình, trong quá trình chinh phục Outland họ gặp được một chủng tộc mới là Draenei và lãnh đạo họ là Akama, vì có chung kẻ thù nên Akama đồng ý gia nhập lực lượng của Illidan. Khi Outland được chinh phục, Magtheridon bị đánh bại, Kil'jaeden kẻ giao nhiệm vụ cho Illidan, tìm đến để chuẩn bị trừng phạt hắn vì tiêu diệt Lich King không thành. Tuy nhiên, Illidan thuyết phục Kil'jaeden cho hắn thêm một cơ hội và tuyên bố rằng đang thu thập thêm lực lượng để tấn công Ngai Vàng Băng Giá của Lich King. Kil'jaeden cho phép Illidan tiếp tục, nhưng cảnh cáo Illidan hoặc là giết Lich King hoặc là đối mặt với "Cơn Thịnh nộ Vĩnh Hằng" của hắn. Chiến dịch của Blood Elves là chiến dịch ngắn nhất trong Warcraft III, với chỉ 6 chương (7 nếu tính luôn cả nhiệm vụ bí mật).
Chiến dịch thứ ba đi theo Undead, vốn đã phân nhánh ra ba phe. Phe thứ nhất là lực lượng necromancer (thầy gọi hồn) do Arthas và tên lich Kel'thuzad đi cùng với Arthas cầm đầu trung thành với Lich King. Phe thứ hai là lực lượng banshee (nữ thần báo tử) do Sylvanas Windrunner cầm đầu. Phe thứ ba do 3 tên dreadlords đứng đầu và trung thành với Burning Legion (Quân đoàn Rực Lửa). Người chơi điều khiển phe phái của Arthas và Sylvanas trong những chương khác nhau, và đối đầu với phe của 3 tên dreadlords. Mở đầu chiến dịch với cuộc trò chuyện của 3 tên dreadlords, chúng than phiền rằng không nghe thấy tin tức gì từ Archimonde The Defiler (Kẻ dơ bẩn) và Legion (vốn đã bị giết chết ở núi Hyjal nhiều tháng trước). Cuộc nói chuyện bị gián đoạn khi Arthas đập tan cánh cổng xuất hiện và thông báo về thất bại của Archimonde, sự sụp đổ của Legion và tuyên bố tiêu diệt bọn chúng để lấy lại vương quốc, 3 tên dreadlords kịp dịch chuyển đi nơi khác. Arthas tự phong mình làm vua và bắt đầu thanh trừng những tàn dư của phe Alliance (Liên Minh). Sau khi quét sạch những tàn dư còn lại của phe Alliance, Arthas được Lich King triệu hồi về Northrend và nhận thấy sức mạnh của mình đã suy giảm. Hơn nữa, Sylvanas đã lấy lại ý chí tự do và lập kế hoạch trả thù. Sau khi thoát khỏi một nỗ lực bắt sống của bọn dreadlords, Arthas bị rơi vào bẫy của Sylvanas. May mắn thay, Kel'Thuzad xuất hiện và đánh đuổi Sylvanas đi. Arthas giao vương quốc lại cho Kel'Thuzad trông chừng và lên đường đến Northrend, khi Arthas và lực lượng của mình đến nơi, hắn bị tấn công bởi một nhóm Blood Elves do Kael'thas chỉ huy và thông qua Kael'thas, Arthas biết được rằng mình cần bảo vệ Lich King khỏi cuộc tấn công của liên quân Naga và Blood Elves do Illidan lãnh đạo. Arthas nhận được sự giúp đỡ từ Anub'arak, vốn là vua của loài Nerubian từ vương quốc cổ Azjol-Nerub đã bị quân của Lich King xóa sổ và biến đổi thành xác sống cùng nhiều đồng loại. Tên cryptlord nói với Arthas rằng đi xuống vương quốc Azjol-Nerub dưới lòng đất là con đường tắt có thể giúp Arthas đến pháo đài Icecrown của Lich King.
Trở lại vương quốc Lordaeron, trong thời gian này Sylvanas đang u sầu, mặc dù cô và lực lượng của mình đã lấy lại được ý chí bị kiểm soát từ Lich King nhưng cô không thể hài lòng với cơ thể mình bị biến thành hình dạng xác sống này. Một cánh cổng dịch chuyển xuất hiện, Varimathras bước ra từ cánh cổng hắn đề nghị Sylvanas gia nhập cùng với hắn và những tên dreadlords còn lại, cùng nhau cai trị toàn bộ xứ bệnh dịch và vương quốc Lordaeron. Nhưng cô từ chối, cô nói rằng cô không quan tâm đến việc gia nhập với hắn, mối quan tâm duy nhất của cô là nhìn thấy Arthas phải chết. Varimathras tức giận rời đi và sau đó ra lệnh cho quân lính của mình tấn công căn cứ của cô. Sylvanas và nhóm banshee của mình ám vào thủ lĩnh của 2 nhóm bandit và orge gần đó và biến quân của chúng thành lực lượng của mình, với quân số áp đảo cô đã phản công và tiêu diệt căn cứ của Varimathras, đẩy hắn vào đường cùng và sắp sửa giết hắn. Hắn cầu xin Sylvanas tha mạng, hứa phụng sự cô và giúp Sylvanas tiêu diệt các tên dreadlords còn lại nên được cô đồng ý. Sau đó họ tập hợp quân số kéo đến pháo đài của Detheroc. Detheroc sử dụng thuật ngoại cảm để điều khiển Garithos, biến Garithos và quân đội của hắn thành lực lượng phòng thủ đông đảo cho pháo đài của mình, Sylvanas sai các banshee của mình nhập vào quân lính của Garithos, đột nhập vào pháo đài bao vây và giết được Detheroc, giải thoát Garithos khỏi thuật ngoại cảm. Sau đó đề nghị với Garithos cùng hợp tác tiêu diệt Balnazzar lấy lại Lordaeron, Garithos nói với Sylvanas rằng tại sao hắn phải tin cô trong khi cô vốn là một thành phần của quân Scourge nhưng cô nói rằng mình đã từ bỏ nó. Sau khi kéo đến thành trì của Balnazzar, Varimathras và Garithos tranh cãi về khó khăn khi tấn công vào thành trì cho đến khi Sylvanas can thiệp, cô ra lệnh cho Garithos tấn công vào bên hông thành trì trong khi cô thì dẫn quân tấn công trực diện. Chiến thuật của họ thành công - quân lực của Balnazzar bị tiêu diệt và hắn bị dồn vào đường cùng. Sylvanas ra lệnh cho Varimathras giết hắn, lúc đầu hắn từ chối do loài Nathrezim có luật là không được giết đồng loại, nhưng vẫn đành ra tay. Garithos, với bản tính phân biệt chủng tộc, đã ra lệnh cho Sylvanas và Varimathras rời khỏi thành phố nên Sylvanas ra lệnh cho Varimathras giết cả hắn, lần này thì Varimathras không ngần ngại. Lordaeron bây giờ là nhà của những Undead tự do, được Sylvanas lãnh đạo.
Trở lại vùng Northrend. Arthas, Anub'arak và lực lượng Undead đến cửa ngõ vào vương quốc cổ Azjol-Nerub. Tuy nhiên, họ chạm trán với một nhóm người lùn trước cửa. Khi đi xuống, họ tình cờ gặp Baelgun (lãnh đạo của nhóm người lùn sau khi Muradin Bronzebeard được cho là đã chết) và được nghe kể về những điều rùng rợn nằm sâu trong vương quốc. Khi họ đi vào những chỗ sâu nhất của vương quốc, Anub'arak nhận ra rằng những câu chuyện của Baelgun là có thật. Họ đã chạm trán nhiều Faceless One (sinh vật vô diện) và giết kẻ đứng đầu của chúng, một Forgotten One khổng lồ. Nhiều Faceless One khác xuất hiện và đuổi theo bọn họ. Vào chặng đường cuối cùng của hành trình, một trận động đất khiến đường hầm sụp đổ chia cắt Arthas và Anub'arak, Arthas cố gắng tránh những cái bẫy cổ xưa và bọn Faceless One tiến về phía đường hầm bằng lối khác trong khi đó Anub'arak cũng tiến về phía đường hầm bằng cách đào xuyên qua đống đá sụp trong đường hầm. Họ cuối cùng cũng gặp được nhau và tìm ra lối thoát, họ nhanh chóng chạy đến lối thoát trước khi đường hầm sụp đổ hoàn toàn. Quân Undead của Arthas và liên quân Naga-Blood Elves của Illidan giao tranh dữ dội nhằm chiếm giữ 4 thánh tích là chìa khóa mở cổng nhà tù dẫn đến Ngai Vàng Băng Giá của Lich King. Trong một nỗ lực cuối cùng, Arthas và Illidan đọ tay đôi, kết quả là Arthas thắng. Ngay tại đó, Arthas phá vỡ nhà tù băng đá đang giữ những phần còn lại của Lich King và giải thoát cho hắn. Arthas đội chiếc mũ của Lich King, rồi gửi linh hồn của mình sáp nhập với linh hồn của Lich King: trở thành một Lich King mới.
Chiến dịch riêng mang phong cách RPG đi theo Horde (Liên quân của các thị tộc) đang bảo vệ vùng đất và việc xây dựng một vương quốc mới của họ, được gọi là chiến dịch Durotar do Thrall lãnh đạo. Durotar được đặt theo tên cha của Thrall. Nhân vật chính của chiến dịch là Rexxar the Beastmaster (Bậc thầy huấn luyện thú) chiến binh lai giữa 2 dòng máu Orc và Ogre, Rokhan the Shadow hunter (Thợ săn bóng tối) chiến binh của loài Troll, Cairne Bloodhoof (Tauren Chieftain) tộc trưởng của loài Tauren và Chen Stormstout (Brewmaster Monk) chiến binh Panda đến từ xứ Pandaria. Sau khi bảo vệ miền đất Durotar khỏi một chuỗi các mối đe dọa nhỏ, Rexxar phát hiện ra có một hạm đội hải quân khổng lồ của loài người đã tới bờ biển Kalimdor. Thủ lĩnh của họ là cha của Jaina, Đại Đô Đốc Daelin Proudmoore. Hạm đội ngay lập tức tấn công các căn cứ của loài orc và troll ở gần đó. Đô Đốc Proudmoore đã từng tham chiến trong Đệ Nhị Chiến Tranh, và ông thậm chí đã mất một người con trai vì the Horde. Ông không hề có ý định để những sinh vật đã gần như phá hủy các vương quốc con người này lấy lại được sức mạnh. Mục tiêu của ông không gì khác ngoài hủy diệt.
Thrall mong có được hòa bình với con người và thuyết phục họ rằng the Horde mới này không hề giống với đội quân xưa kia đã tàn sát Các Vương Quốc Miền Đông. Nhưng anh chưa từng có cơ hội nói lên lời biện hộ này.
Đô Đốc Proudmoore cử sát thủ giả làm các “phái viên” từ Theramore để lừa Thrall vào bẫy giết anh. Nhưng Rexxar xin mình đi thay, phát hiện và giết chết nhóm sát thủ. Trước cuộc chiến tranh không thể tránh khỏi. Thrall tập hợp loài orc, troll Giáo Đen, ngưu nhân, và kể cả những ogre bộ tộc Búa Đá gần đó để tham chiến.
Thời gian không ủng hộ họ. Mặc dù với sự thuyết phục mạnh mẽ của con gái ông là Jaina, Đô Đốc Proudmoore đã chiếm lấy Theramore và giờ đã có toàn quyền kiểm soát cả trên biển lẫn một thành phố được phòng thủ tốt. Nếu cho ông thời gian để củng cố vị trí, ông sẽ có thể tiến công toàn Kalimdor mà không mất nhiều thiệt hại.
Đội quân của the Horde đi tới Theramore và bí mật liên lạc với Jaina. Thrall đề nghị cô làm một điều không tưởng: để cho quân Horde vào Theramore để họ có thể giết cha cô. Nếu không, Daelin Proudmoore sẽ phá hủy the Horde vĩnh viễn.
Không giống cha mình, Jaina biết rằng the Horde của Thrall rất khác so với những người đi trước họ. Cô đã trực tiếp thấy được những minh chứng cho điều đó. Cô đã kề vai sát cánh cùng the Horde để chống lại Quân Đoàn Rực Lửa và chứng kiến sự dũng cảm và danh dự của những binh sĩ đó. Họ cũng muốn thứ mà cô và nhiều người đi theo cô cũng muốn: chấm dứt vòng xoáy thù hận giữa Horde và Alliance.
Cô xem sự đổ máu giữa hai bên là một điều điên rồ. Quân the Scource và những mối đe dọa khác vẫn đang lăm le Azeroth. Những chủng tộc cao quý khắp thế giới cần phải kết hợp sức mạnh lại để tập trung vào kẻ thù đích thực của họ. Cô đã cố thuyết phục cha mình về điều đó, nhưng ông từ chối lắng nghe.
Đau đớn trước lựa chọn dường như không tưởng nổi, Jaina tránh ra xa, chỉ đề nghị Thrall tha mạng cho những thần dân của mình nếu có thể. Quân the Horde tấn công Theramore và mở đường xuyên qua thành phố.
Chính Rexxar đã ra đòn kết liễu Đại Đô Đốc Daelin Proudmoore. Ông chẳng lạ lùng gì với những định kiến và sự thù hận mù quáng đã làm tăm tối đi con tim của những binh sĩ tốt bụng. Ông đã nhìn thấy vận mệnh đó giáng xuống đầu nhiều thành viên của the Horde cũ. Ông thôi thúc Jaina Proudmoore hãy tưởng nhớ cha mình vì ông là từng một chiến binh đáng tự hào, chứ không phải vì ông đã trở thành một người như thế nào.
Phe Horde để lại thành phố cho Jaina sau khi xong việc. Hầu hết những người sống sót của hạm đội của Daelin đã dong buồm về Các Vương Quốc Miền Đông.
Sau trận chiến, Rexxar quyết định không ở lại cùng the Horde nữa. Ông đã quen với việc đi săn một mình, và ông trở về với thiên nhiên nơi ông cảm thấy thanh thản. Tuy nhiên ông cũng tỏ rõ rằng ông sẽ chiến đấu để bảo vệ the Horde bất cứ khi nào họ cần.

## Nói thêm
Trong mỗi chủng tộc, The Frozen Throne đều có một vài đơn vị và công trình mới, kể cả cửa hàng chơi đơn, và một anh hùng mới cho mỗi chủng tộc. Hai chủng tộc phụ, Naga và Draenei, cũng được thêm vào. Naga là nét nổi bật trong bốn chiến dịch, và là những đơn vị, đồng minh, quân địch có thể chơi được; trong khi đó Draenei, là những thứ rùng mình công phu, chỉ được thấy trong các chiến dịch của Huyết Tiên. Cả hai có thể được đặt trong bản đồ tùy chỉnh nếu những đơn vị công nhân của chúng (nô lệ Naga Mur'gul hoặc kẻ lao động Draenei) được thêm thông qua Công Cụ Thiết Kế Thế giới (World Editor). Những kĩ sư bao vây cũ của Con người, Orcs, Dạ Tiên (Night Elves) được đặt lại tên và sửa đổi, nhận thêm sự nâng cấp mới trong quá trình. Giới hạn lương thực được tăng lên từ 90 đến 100, và những đòi hỏi bảo dưỡng được làm dễ chịu hóa bởi 10 đơn vị thực phẩm mỗi loại, dẫn đến khả năng có thể huy động những lực lượng khá lớn và hùng mạnh hơn.
Hệ thống các loại vũ khí và giáp hoàn toàn được cách tân và rất nhiều đơn vị đã thay đổi vũ khí và giáp của họ, và so sánh với trong Reign of Chaos, các loại vũ khí đó có loại hiệu quả và có loại không hiệu quả khi chống lại các loại giáp. Vì điều này, các trận chiến và chiến lược hơi khác tí so với trong The Reign of Chaos.
Sự mở rộng và bổ sung theo sau của phiên bản đã tạo ra thêm các Hero (anh hùng) trung lập, mà xuất hiện trong các chiến dịch chơi đơn. Các hero trung lập có thể được sử dụng trong những bản đồ hỗn hợp thông qua Tavern (quán rượu), một công trình xây dựng trung lập được dùng để thuê họ. Các quán rượu cũng có thể hồi sinh bất cứ hero nào đã bại vong, nhưng hao tổn thêm tài nguyên, giảm máu và ma thuật của chính hero đó. Cần có một đơn vị gần đó tiếp cận quán rượu.
Ngoài ra, The Frozen Throne đã thêm lại các trận thủy chiến mà hầu như không có trong Warcraft 3. Mặc dù nói chung chỉ có trong chiến dịch, các đơn vị thủy quân có thể được thay thế bằng World Editor (công cụ thiết kế thế giới) và có thể được mua từ các công trình nào đó trong các bản đồ hỗn hợp như Goblin Shipyard (xưởng đóng tàu của yêu tinh).
Chương trình thiết kế bản đồ của Warcraft III giờ đây đã cho phép người dùng làm nhiều việc tùy chọn hơn liên quan đến các kĩ năng thiết kế, cung cấp thêm các chức năng trang trí, đơn vị mới, các cài đặt về bản đồ toàn cầu, và thiết lập sự sắp xếp mới để làm việc cùng.

## Reforged
Vào ngày 2 tháng 11 năm 2018 tại sự kiện thường niên Blizzcon 2018, hãng game Blizzard Entertainment đã công bố bản làm lại từ Warcraft ORC và Warcraft TFT với tên gọi Warcraft: Reforged.
Warcraft III: Reforged sẽ được ra mắt chính thức vào 2019 với thay đổi chủ yếu là về giao diện người dùng và đồ họa của game được làm mới hoàn toàn thể hiện sắc nét các lớp nhân vật. Và như để chiều lòng game thủ, nhà sản xuất đã thông báo phiên bản này cũng sẽ bao gồm World Editor, bộ công cụ giúp tạo ra các custom map để đời trong game như DotA, D-day

## Yêu cầu hệ thống

### Yêu cầu hệ thống tối thiểu
- CPU 400 MHz Pentium II hoặc tương đương, hoặc một bộ xử lý 400 MHz G3 hoặc tốt hơn.
- Windows 98, Windows ME, Windows 2000, Windows XP, Windows Vista, hoặc Windows 7. Warcraft III yêu cầu Mac OS 9.0 hoặc cao hơn, hoặc Mac OS X 10.1.3 hoặc cao hơn. OS X 10.1.3-10.6.8 để cài đặt và cập nhật.
- Warcraft III đòi hỏi phải có 128 MB bộ nhớ RAM. Bộ nhớ ảo phải được kích hoạt trên máy tính chạy hệ điều hành cũ hơn Mac OS X.
- Một bàn phím và thiết bị trỏ được yêu cầu.
- Một ổ đĩa cứng với ít nhất 550 MB không gian trống
- 8 MB 3D video card (TNT, i810, Voodoo 3, Rage 128 tương đương hoặc tốt hơn) với sự hỗ trợ DirectX 8.1. Cho Mac OS, một card màn hình bao

gồm ATI Technologies hoặc chipset nVidia với ít nhất 16 MB bộ nhớ được khuyến nghị.
- Một card âm thanh 16-bit DirectX tương thích được khuyến khích. Warcraft III sẽ làm việc với các tính năng tích hợp âm thanh của hệ điều

hành Mac.
Phiên bản Mac OS X của Warcraft III ban đầu được viết cho bộ vi xử lý PowerPC. Bản thân trò chơi này sau đó được biên dịch lại như một nhị phân phổ quát, nhưng trình trình cài đặt và cập nhật thì không. Kể từ khi Rosetta hỗ trợ để thực thi PowerPC nhị phân đã được gỡ bỏ trong Mac OS X 10.7 Lion, các trò chơi được hỗ trợ, nhưng phải được sao chép vào hệ thống mới sau khi được cài đặt và cập nhật trên máy Mac chạy OS X 10.6 Snow Leopard hoặc các phiên bản trước.

### Yêu cầu hệ thống để chơi nhiều người
- Truy cập được vào dịch vụ chơi game trực tuyến của Blizzard Entertainment, Battle.net, đòi hỏi phải có độ trễ thấp, kết nối Internet đang hoạt động ở 28,8 kbit / s hoặc nhanh hơn.
- Game có thể chơi một mình với AI (đối với các map đã hỗ trợ AI - trí thông minh nhân tạo) hoặc có thể nhiều người chơi được thông qua mạng LAN đòi hỏi phải có kết nối hoạt động với mạng TCP / IP.